# Gare de Noisy-le-Sec
Pour les articles homonymes, voir Gare de Noisy.
La gare de Noisy-le-Sec est une gare ferroviaire française des lignes de Paris-Est à Strasbourg-Ville et de Paris-Est à Mulhouse-Ville, située sur le territoire de la commune de Noisy-le-Sec, dans le département de la Seine-Saint-Denis, en région Île-de-France.
Elle est mise en service en 1849 par la Compagnie du chemin de fer de Paris à Strasbourg.
Un important dépôt et un triage y ont longtemps fonctionné, faisant de Noisy-le-Sec un nœud ferroviaire majeur.

## Situation ferroviaire
Établie à 58 mètres d'altitude, la gare de bifurcation de Noisy-le-Sec est située au point kilométrique (PK) 8,910 du tronc commun des lignes de Paris-Est à Mulhouse-Ville et de Paris-Est à Strasbourg-Ville, entre les gares de Pantin et de Bondy,, en direction de Strasbourg, et de Rosny-Bois-Perrier, en direction de Mulhouse.
Elle est également située au PK 60,932 de la ligne de la grande ceinture de Paris, entre les gares de Bobigny et de Rosny-Bois-Perrier.

## Histoire
La station de Noisy-le-Sec est créée lors de la construction, sous la responsabilité de l'ingénieur Sermet, de la section de Paris à Meaux, première section de la ligne de Paris à Strasbourg concédée en 1845 à la Compagnie du chemin de fer de Paris à Strasbourg. L'inauguration « sans faste » de la section a lieu le 1er juillet 1849 ; le train inaugural, tracté par la locomotive « La Ville de Meaux » s'arrête à Noisy-le-Sec pour permettre aux invités de découvrir « l'élégante station provisoire construite en bois ». La station est officiellement mise en service le 5 juillet 1849 par la compagnie, lorsqu'elle ouvre à l'exploitation la section entre les gares de Paris (embarcadère rue Neuve de Chabrol près de celui du Nord) et Meaux. Le service régulier comporte trois trains dans chaque sens en semaine et un quatrième et ajouté le soir pendant les dimanches et fêtes.
Cette arrivée du rail est favorable à la commune et à ses maraîchers qui utilisent le train pour le transport de leurs produits sur les marchés de la capitale. Mais la compagnie ferme la station le 25 janvier 1853 pour la déplacer d'environ 700 mètres à Bondy. Cette décision provoque l'unité de la population pour la réouverture de la station de Noisy. Alors que la commune ne compte que 2 000 habitants, une pétition reçoit le soutien de 12 000 usagers venant de Noisy, Bondy, Livry, Vaujours, Sevran et Villepinte. La mutation de la Compagnie de Paris à Strasbourg en Compagnie des chemins de fer de l'Est le 28 septembre 1853 et le fait que cette évolution lui permet d'obtenir la concession de la ligne de Paris à Mulhouse, dont la finalisation du tracé lui donne pour origine un embranchement près de la gare de Noisy, permet la réouverture de la gare de Noisy au cours de l'année 1854.
La première section de la nouvelle ligne, qui se détache à Noisy de la ligne de Paris à Strasbourg, vers Nogent-sur-Marne est inaugurée le 7 juillet 1856. Le service régulier est assuré entre Paris et Nogent via les stations de Pantin, Noisy-le-Sec (devenue une gare d'embranchement) et Rosny-sous-Bois. Il représente une desserte supplémentaire de huit trains aller et retour en semaine et quinze les dimanches et fêtes.
Le bâtiment voyageurs (B.V.) d'origine est un B.V. de type 7 qui correspond au plan type de la Compagnie de l'Est pour les gares de moyenne importance sur les lignes construites dans les années 1850 ; il est notamment identique à celui de la gare d'Esbly. De nouvelles voies de garage et de triage sont établies sur une longueur de 4 260 mètres en 1885.
En février 1897, le conseil municipal renouvelle le vœu « que M. le ministre des Travaux publics mette d'urgence la Compagnie de l'Est en demeure de construire à Noisy-le-Sec une nouvelle gare, dont les locaux plus spacieux seront de nature à donner satisfaction aux voyageurs ». Selon le conseil, il y a eu une importante augmentation de la fréquentation du service des voyageurs alors qu'il n'existe toujours, au sein du bâtiment d'origine, qu'une salle d'attente commune aux deuxième et troisième classes. En outre, ce petit local est ouvert à tous vents et la compagnie a mis des moyens importants dans la gare des marchandises, dans la construction d'ateliers de réparations et de remises pour les machines sans jamais améliorer les installations du service des voyageurs. Après le renouvellement de ce vœu et un refus de la compagnie, celle-ci modifie sa réponse en 1899. Dans un courrier au Préfet de la Seine, du 5 septembre 1899, le ministre des Travaux publics indique avoir été informé que la Compagnie a mis à l'étude, depuis quelque temps, un projet d'établissement de nouvelles voies de circulation dans la banlieue de Paris, ce qui pourra entraîner des modifications des installations actuelles de la gare. Ceci explique qu'elle ne peut y engager actuellement d'importants travaux. Elle admet toutefois que les salles d'attente du bâtiment sont devenues insuffisantes et qu'il est indispensable de les agrandir sans attendre le résultat des études en cours. Elle propose d'édifier une nouvelle salle d'attente provisoire dont elle doit adresser prochainement le projet.
Un nouveau bâtiment est réalisé en 1910[réf. nécessaire]. Ce nouveau bâtiment à la façade en pierre de taille possède la même disposition que la gare, voisine, de Pantin avec un bâtiment symétrique disposé en hauteur et donnant sur la voie par une passerelle métallique couverte. Le style des deux bâtiments et leur période de construction n'est cependant pas le même.
Lors de la Première Guerre mondiale, la gare devient la plus importante gare régulatrice de France pour le transport des troupes militaires, et, lors de la première bataille de la Marne, des taxis parisiens réquisitionnés prennent en charge les unités d'infanterie de la 7e division au fur et à mesure de leur débarquement des trains pour les transporter sur le front à Nanteuil-le-Haudouin.
La gare de Noisy-le-Sec est également desservie par la ligne de Grande Ceinture où un service de voyageurs est assuré du 16 juillet 1877, avec l'ouverture de la section de Noisy-le-Sec à Juvisy, jusqu'au 15 mai 1939, quand cesse le trafic sur la section nord comprise entre Versailles et Juvisy via Argenteuil. Elle conserve un rôle majeur pour le trafic du fret ferroviaire.
Elle se situe aussi sur la ligne de Bobigny à Sucy - Bonneuil dite de « Grande ceinture complémentaire », qui ouvre au trafic des marchandises le 7 septembre 1928 et au service des voyageurs le 1er mars 1932. Seuls circulent deux trains quotidiens dans chaque sens entre Noisy-le-Sec et Juvisy via Argenteuil et Versailles. Mais les nouvelles gares de la Ligne complémentaire se révèlent vite disproportionnées vu leur faible fréquentation. La Ligne complémentaire ferme elle aussi le 15 mai 1939. Un fort trafic de fret se poursuit sur cette ligne.
La gare de triage est bombardée dans la nuit 18 avril au 19 avril 1944 par des avions des forces alliées afin de désorganiser (pour un temps seulement) et surtout ralentir la logistique allemande, en prévisions de l'opération Overlord, faisant de nombreux morts parmi la population noiséenne.
Les installations actuelles datent des reconstructions de l'après-guerre, avec des remaniements lors de sa transformation en gare RER. En effet, elle a été intégrée dans le RER le 12 juillet 1999. Elle est depuis desservie par la ligne E du RER, servant de gare de bifurcation des branches E2 de Chelles - Gournay et E4 de Villiers-sur-Marne - Le Plessis-Trévise et Tournan.
Le bâtiment actuel conserve un des pavillons, fortement transformé, du bâtiment de 1910, accolé à un bâtiment sans étage à toit plat donnant sur une passerelle.
En 2023, selon les estimations de la SNCF, la fréquentation annuelle de la gare est de 16 649 415 voyageurs. En 2015, elle est la troisième gare la plus fréquentée de la Seine-Saint-Denis derrière les gares de Saint-Denis et d'Aulnay-sous-Bois et la vingt-quatrième gare la plus fréquentée de France.
La Ville de Noisy-le-Sec rappelle en février 2023 sa demande de travaux pour adapter la gare à son trafic, la jugeant « trop petite pour son flux de voyageurs, trop longue à évacuer en cas d’incident : les infrastructures ne répondent actuellement pas aux normes fixées par la loi ».

## Service des voyageurs

### Accueil

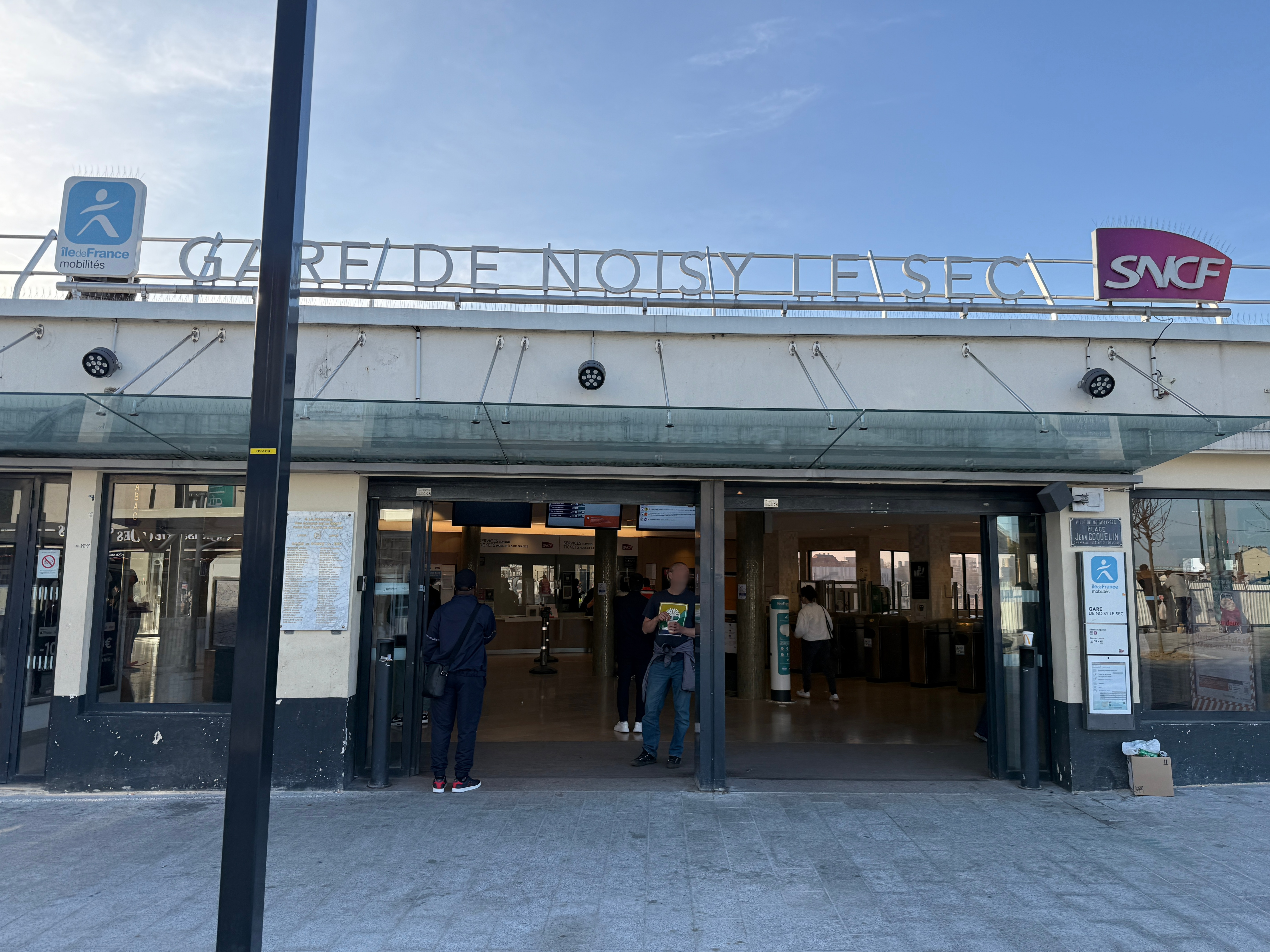
Accès principal.

L'entrée de la gare se fait par deux accès. Le premier, situé au niveau de la place Jean-Coquelin, au carrefour entre la D41 et la D177, conduit aux passerelles et donne une correspondance directe à la station terminus du tramway T1 et au réseau de bus. Le second, situé au niveau de la rue de la Gare, donne accès au passage souterrain ; il s'agit de l'entée historique de la gare, où est situé l'ancien bâtiment voyageurs désaffecté depuis plusieurs années.

### Desserte
Noisy-le-Sec est desservie à raison (par sens) :
- sur la branche de Chelles - Gournay, d'un train toutes les 15 minutes aux heures creuses et en soirée et de 4 à 8 trains par heure aux heures de pointe ;
- sur la branche de Tournan, d'un train toutes les 30 minutes aux heures creuses et en soirée ;
- sur la branche de Villiers-sur-Marne - Le Plessis-Trévise d'un train toutes 15 minutes aux heures creuses et aux heures de pointe et en soirée
- en direction de Paris, Haussmann - Saint-Lazare, de 10 trains par heure aux heures creuses, de 8 à 12 trains par heure aux heures de pointe et de 8 trains par heure en soirée.

### Intermodalité
La gare est desservie par les lignes 105 et 143 du réseau de bus RATP.
De 2003 à 2022, la station offre une correspondance avec la ligne de tramway T1, dont elle est un terminus ; cette ligne se dirige vers la station de métro Asnières - Gennevilliers - Les Courtilles, à la suite de son extension le 15 novembre 2012. En mars 2022, débutent les travaux de prolongement de la ligne T1 vers Val de Fontenay. La station de tramway est détruite, et la gare est desservie par un quai provisoire. Milieu avril 2025 est mis en service la station de tram nouvellement reconstruite. Elle deviendra un arrêt de passage à l'issue de son prolongement.

## Service des marchandises
Cette gare est ouverte au service du fret y compris les wagons isolés.

## Le dépôt
Un important dépôt-atelier a été créé par la Compagnie de l'Est en 1908. Désaffecté dans les années 1980, il assure aujourd'hui dans des installations neuves la maintenance des rames RER de la ligne E (Z 22500), les rames Transilien de la ligne P (Z 2N). De 2006 à 2017, ce dépôt était également utilisé pour les rames du tramway de la ligne T4 — les U 25500 (Avanto) (rames de l'époque) — avant que le nouvel atelier de maintenance situé plus au sud, dédié aux rames du T11, se voit confier ce rôle également pour les rames du T4.

## Le triage
Au nord de la gare voyageurs, la gare de triage, reliée à la ligne de la Grande Ceinture, a fait l'objet de travaux entre 2012 et 2017 pour accueillir le futur terminus de la ligne 11 du tramway d'Île-de-France, ainsi que son atelier de maintenance (à exploitation commune avec les rames du Tramway T4), inauguré en 2017 ; sa construction a provoqué la suppression d'une partie du triage.
Avec la forte chute du fret ferroviaire depuis la fin des années 1990, il est presque à l’abandon.

## Projets
À l'horizon 2032, la gare devrait être le terminus oriental de la ligne de tramway T11 dont le terminus occidental prévu en phase 2 est la gare de Sartrouville.

## Galerie de photographies

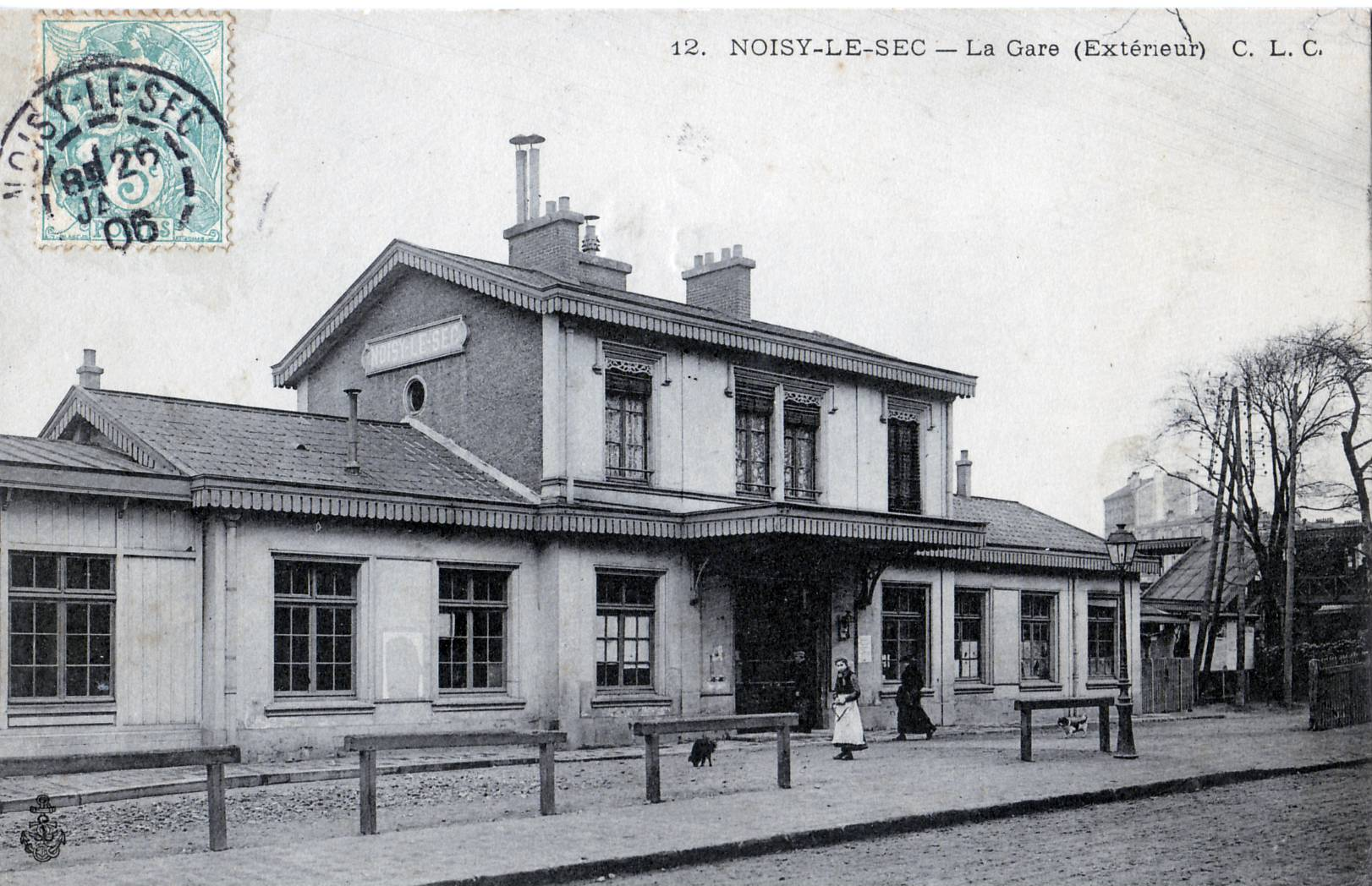
Le premier bâtiment, de type 7.
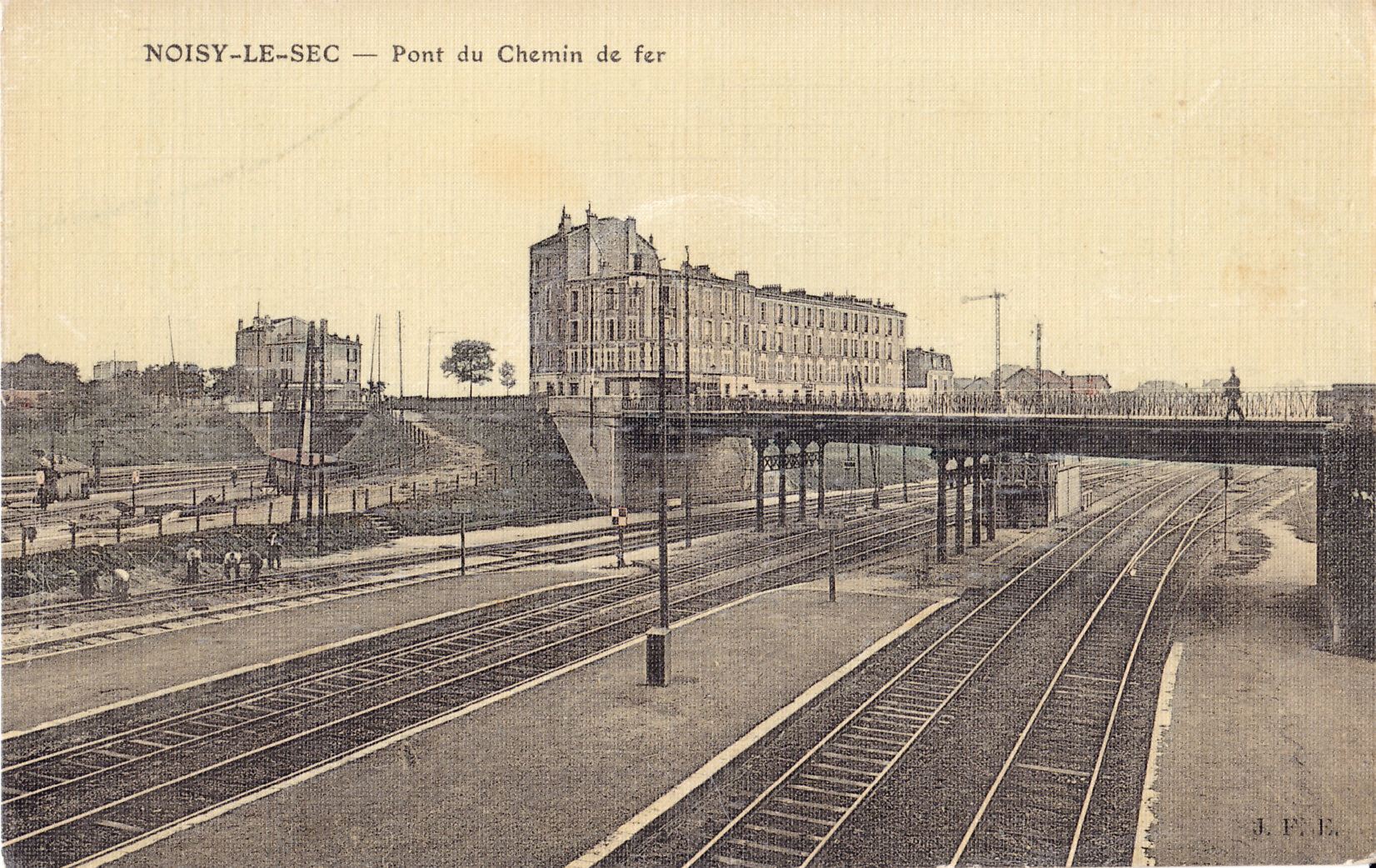
Extrémité Est des quais.
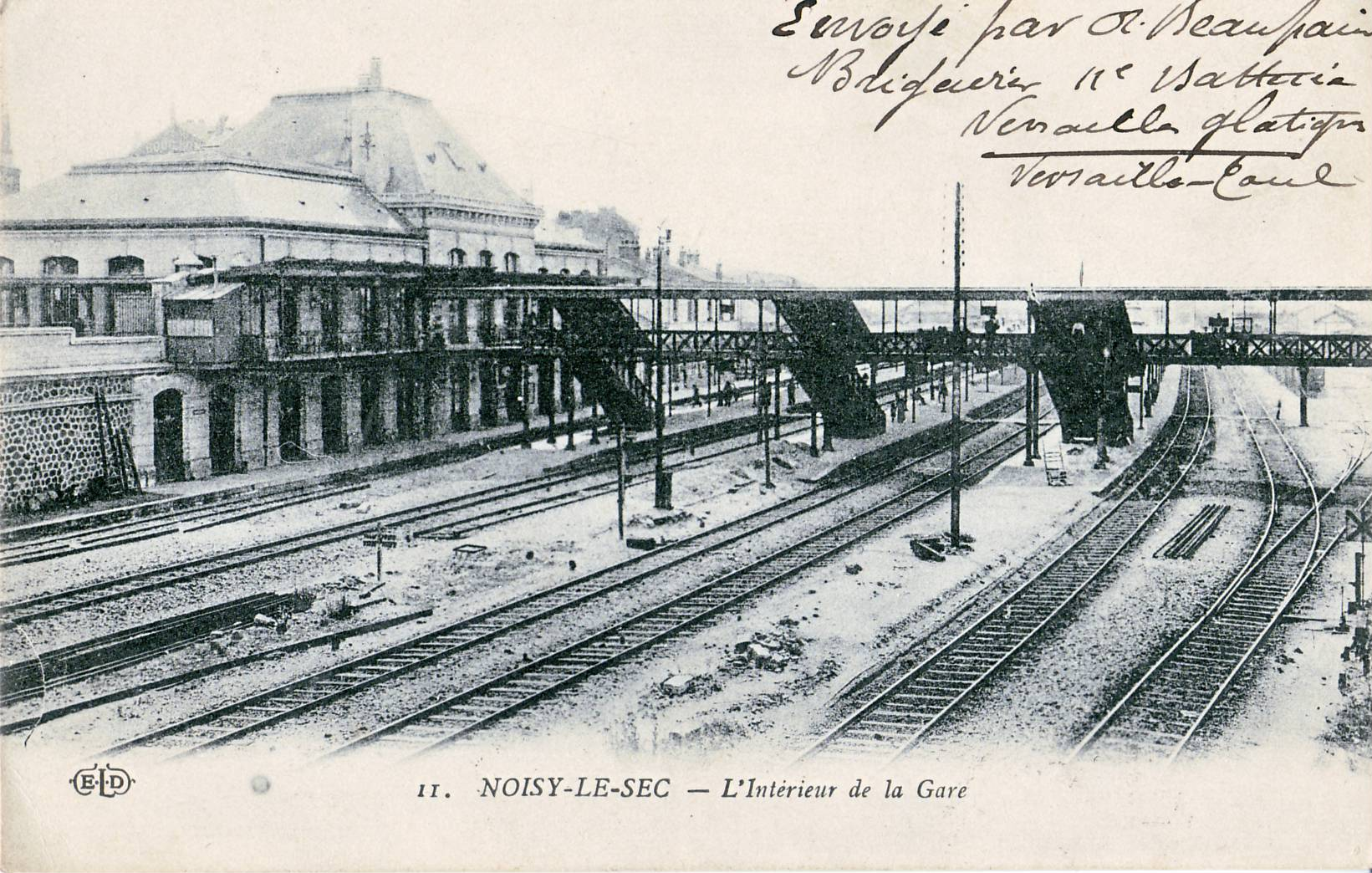
La gare, avant 1915. On distingue à gauche le bâtiment de la gare, dans sa version de 1910.
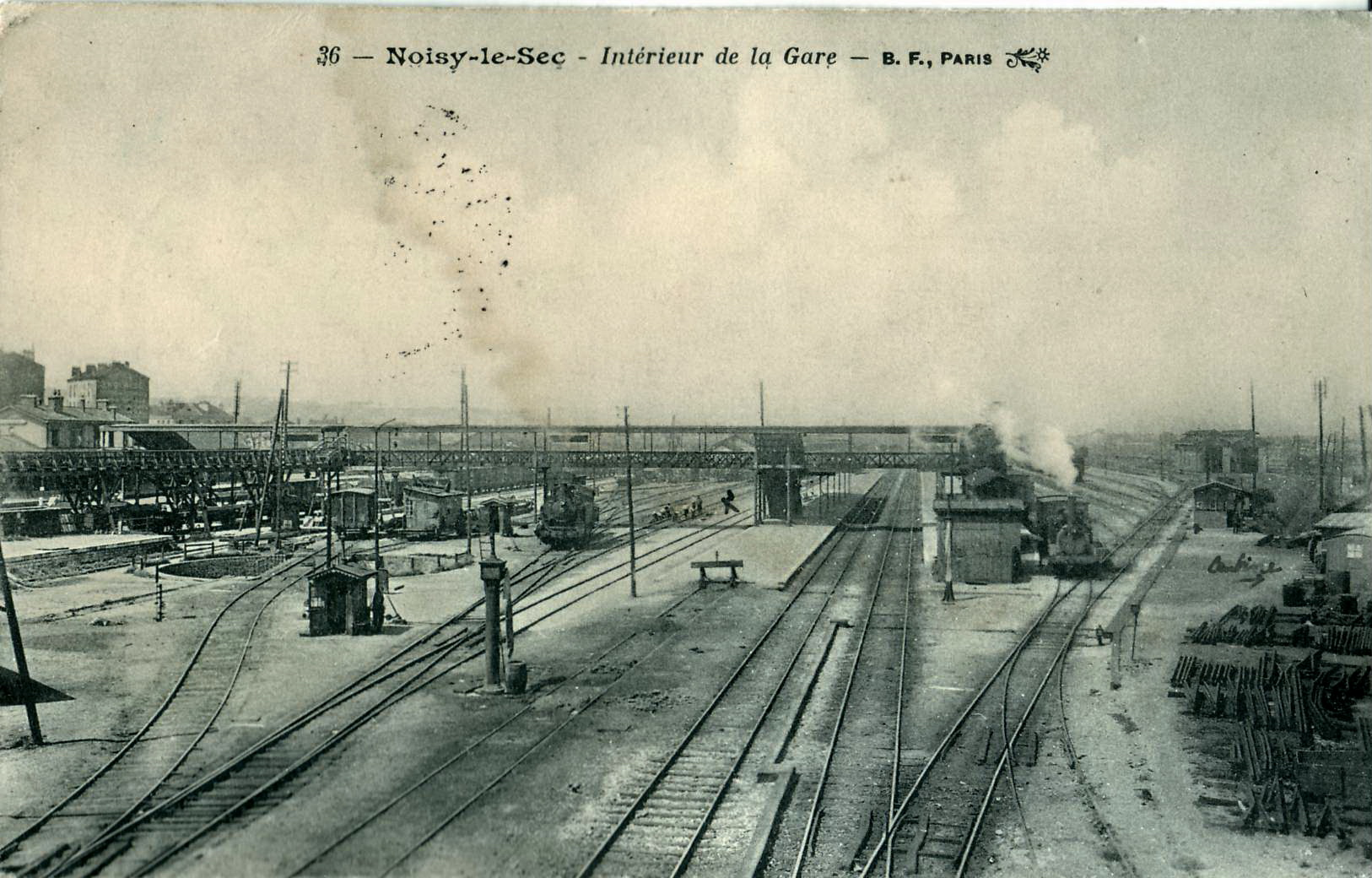
Les quais avant la Première Guerre mondiale, vus en direction de Paris. La passerelle dessert également les quais de la Grande Ceinture, au centre du cliché.
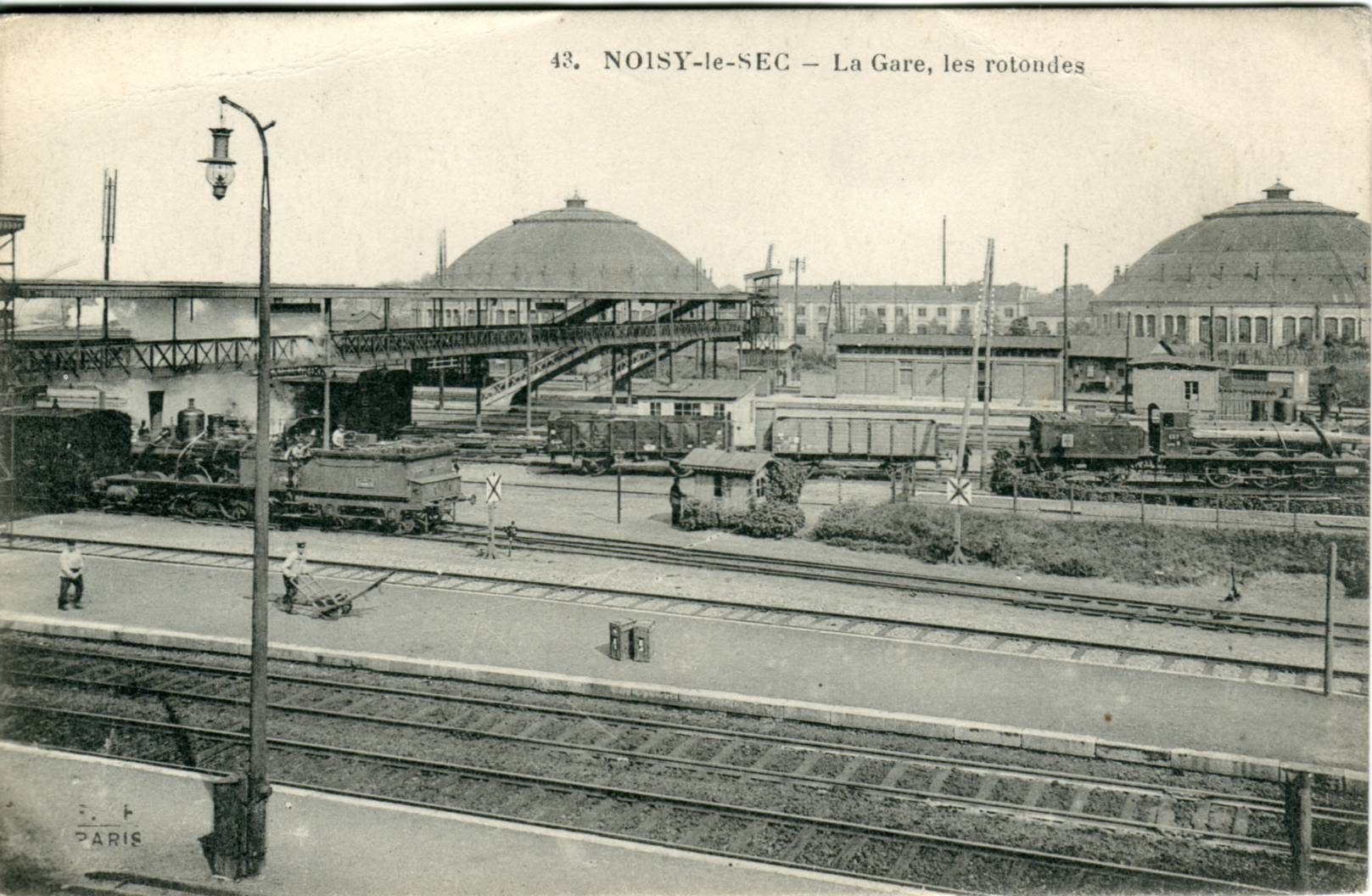
Les rotondes du dépôt de Noisy-le-Sec, avant la Première Guerre mondiale.
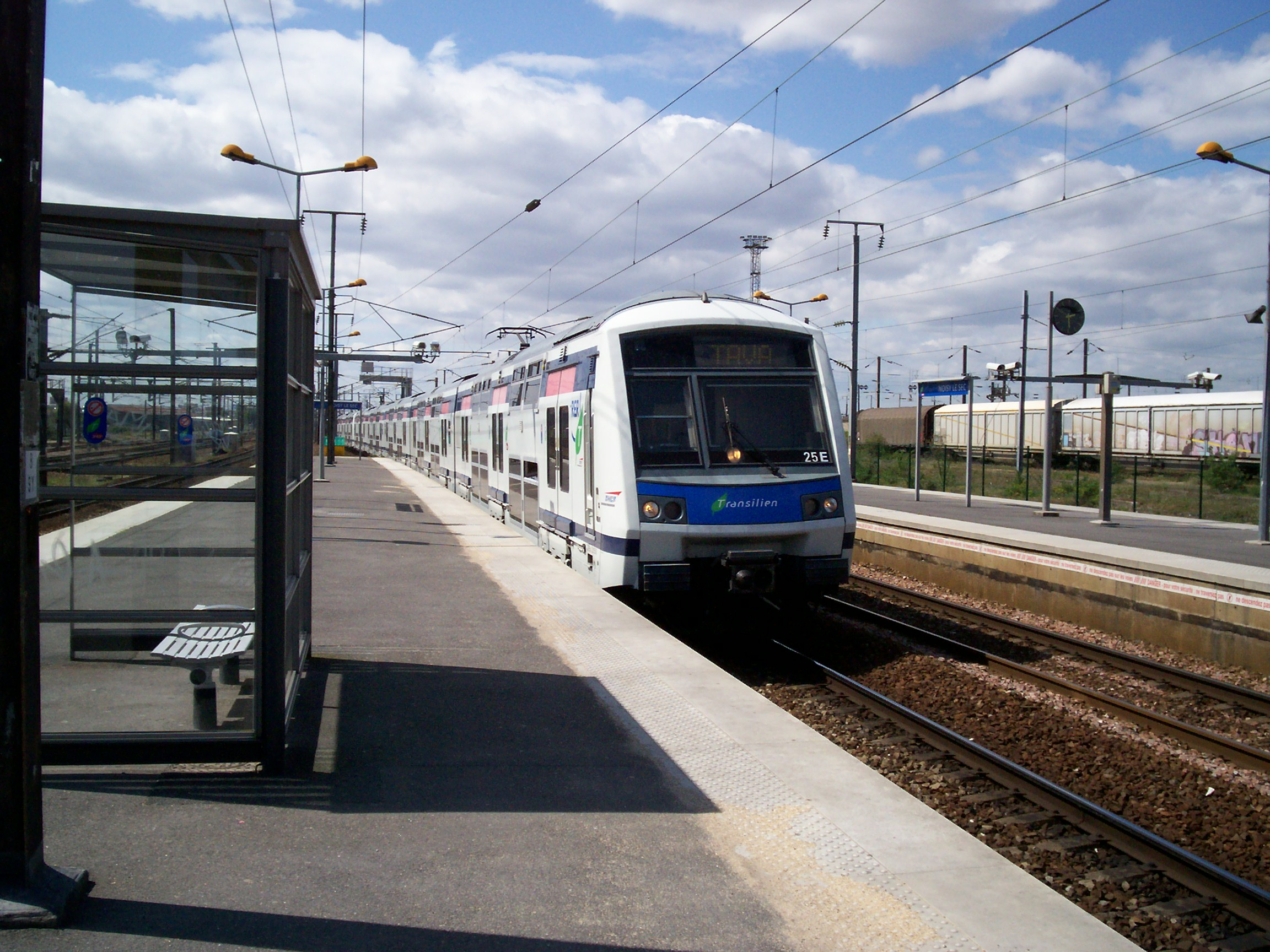
Un train TAVA arrivant à Noisy-le-Sec, pour la direction de Tournan.
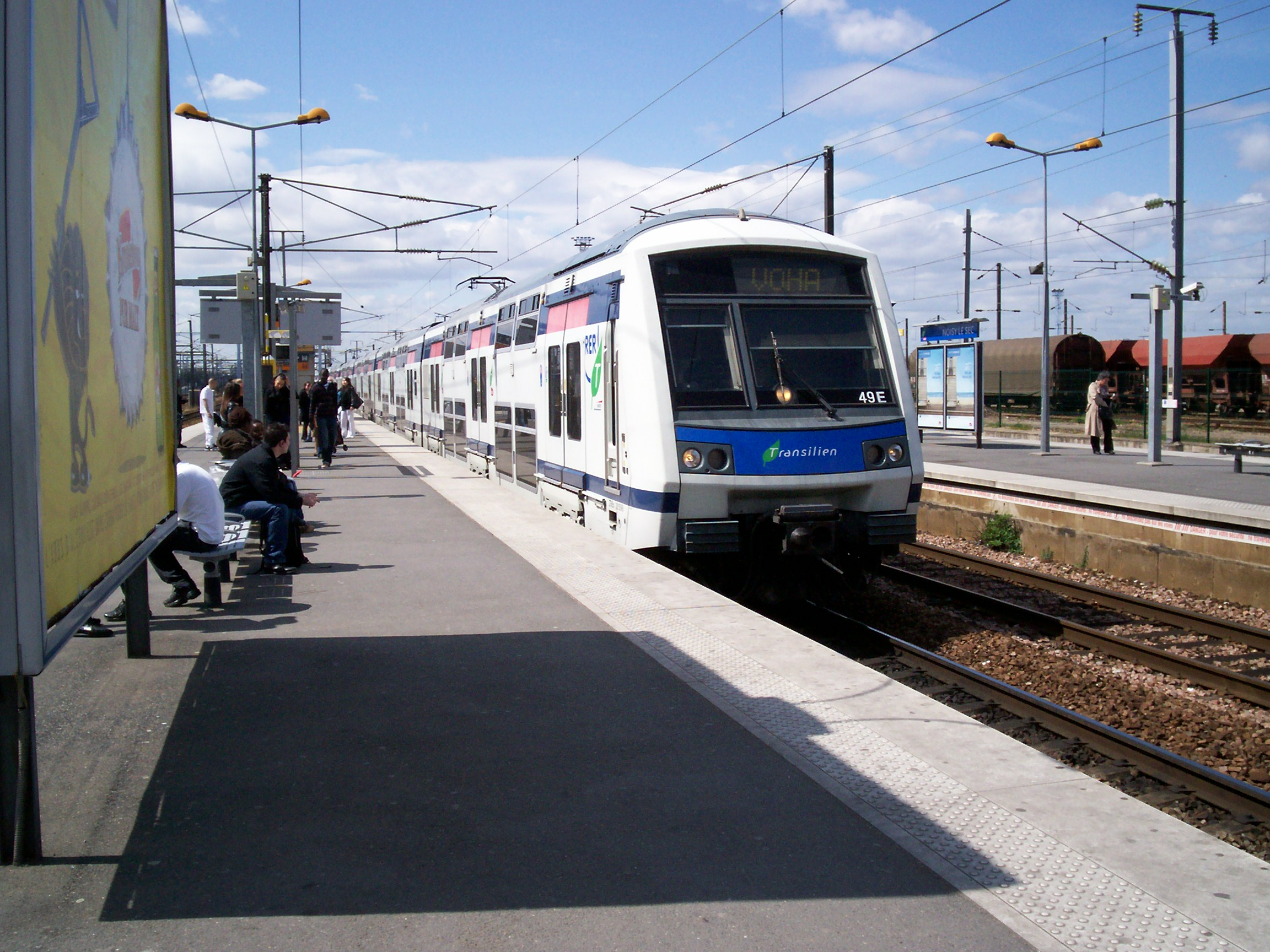
Un train VOHA arrivant à Noisy-le-Sec, pour la direction de Villiers-sur-Marne.
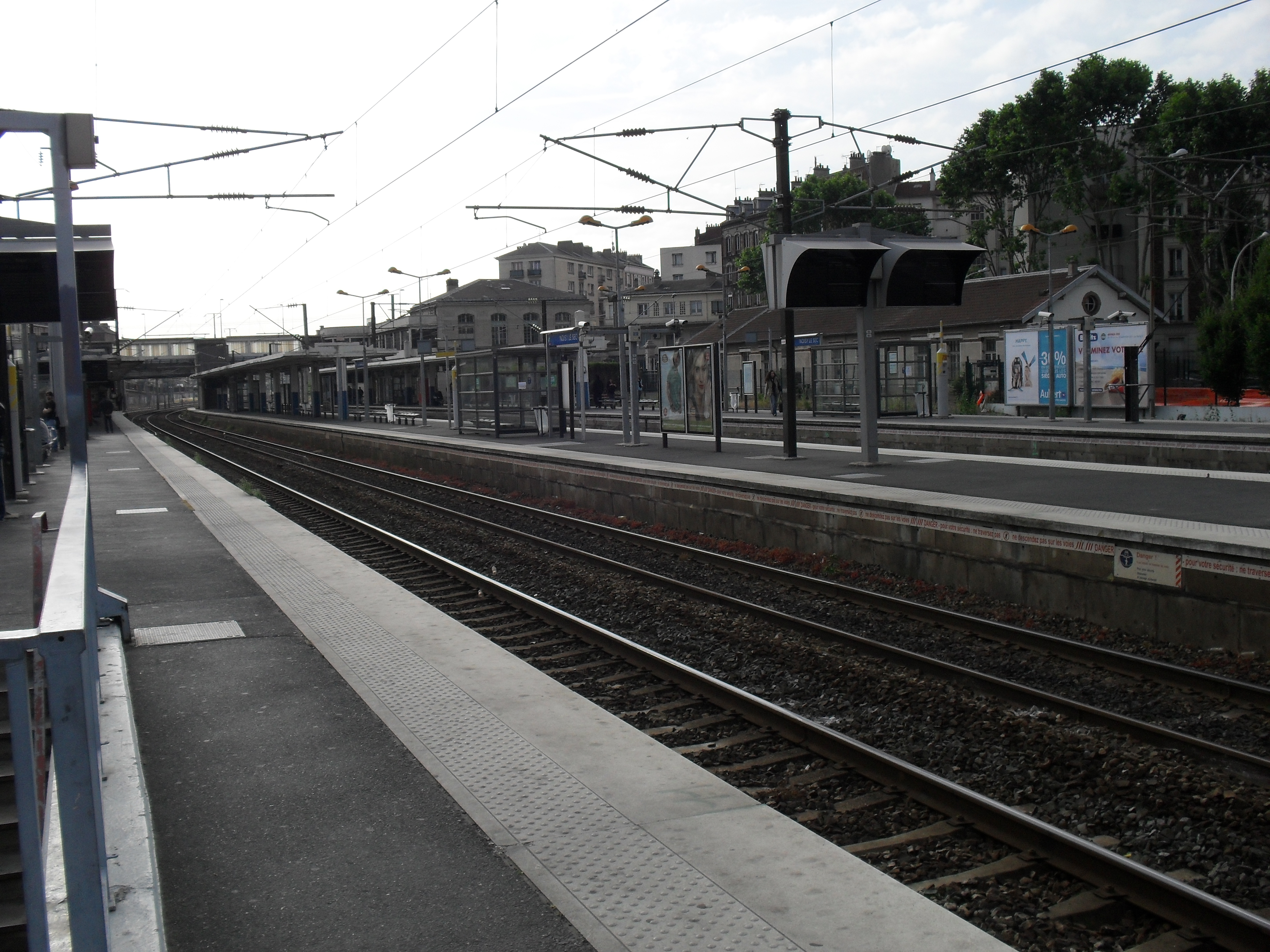
Vestige de la gare de 1910 (au centre).